# Hippoporina chilota
Hippoporina chilota är en mossdjursart som beskrevs av Moyano 1982. Hippoporina chilota ingår i släktet Hippoporina och familjen Bitectiporidae. Inga underarter finns listade i Catalogue of Life.